# Bố chính sứ
Bố chính sứ (chữ Hán: 布政使), gọi tắt Bố chính (布政), là chức quan đứng đầu ty Bố chính, một cơ quan hành chính địa phương trong trong lịch sử Trung Quốc và Việt Nam.  Là một ty thuộc bộ Hộ và lãnh trọng trách tại cấp dinh, trấn và tỉnh, ty Bố chính phụ trách các vấn đề tài chính, hành chính như thuế khóa, đinh điền, đê điều, hộ tịch lẫn trọng trách truyền đạt chính sách và chủ trương của triều đình.
Thời Nguyễn, sau cuộc cải cách hành chính năm Minh Mạng thứ 12 (1831), Bố chính sứ là một trong bốn quan cấp tỉnh (Bố chính, Án sát, Đốc học, Lãnh binh) hợp thành một bộ tham mưu thân cận nhất của Tổng đốc để chỉ đạo hoạt động ở tỉnh và ở các cấp phủ, huyện, tổng, xã.  Ở các tỉnh nhỏ hơn, Tuần phủ đứng đầu việc điều hành tỉnh, kiêm cả công việc của Bố chính sứ và chịu sự giám sát của Tổng đốc tỉnh lớn ở cạnh nhiệm sở.

## Lịch sử
Năm 1376, chính quyền nhà Minh Trung Quốc xóa quan chế Tam tỉnh, bãi bỏ cơ quan trung ương Trung thư tỉnh, đặt đô Bố chính sứ ty, cải chức Tham tri chính sự làm Bố chính sứ tại các tỉnh. Các ty Bố chính mới được gọi với tên là "Thừa tuyên bố chính sứ ty" . Các ty Thừa tuyên bố chính sứ này trên cấp phủ châu, thuộc cấp tỉnh. Ty Bố chính là cơ quan hành chính phụ trách các vấn đề tài chính, thuế khóa, và tuyên truyền chính sách, chủ trương của triều đình trong tỉnh mà ty được lập.  Tại một tỉnh, song song với chức Bố chính sứ phụ trách việc hành chính, nhà Minh còn lập thêm chức Đô chỉ huy sứ nắm quân sự, và Án sát sứ đảm nhiệm việc an ninh, hình luật trong tỉnh. Để phân biệt ty Bố chính ở các tỉnh khác nhau, tên của ty Bố chính được ghép với tên tỉnh nơi ty được đặt, ví dụ Giao chỉ Thừa tuyên bố chính sứ ty. Sau này, vào giữa đời Minh, triều đình lại lập thêm chức Tổng đốc, Tuần phủ trông coi mọi việc, dân sự lẫn quân sự, tại một tỉnh. Bố chính sứ và Án sát sứ từ lúc này là phó quan của Tổng đốc, Tuần phủ.
Tại Việt Nam, quan chế Thừa tuyên được áp dụng tại Việt Nam từ thời Lê Thánh Tông đến thời Mạc. Tại các đạo thừa tuyên, ba ty là ty Thừa tuyên, ty Tổng binh và ty Hiến sát chia các quyền hạn và cùng nhau trông coi mọi việc dân sự lẫn quân sự tại một đạo thừa tuyên. Thời Trịnh-Nguyễn phân tranh, các đạo thừa tuyên được đổi thành trấn hoặc dinh.  Tại Đàng Ngoài, đứng đầu các trấn là các ty Trấn, ty Thừa và ty Hiến. Đứng đầu ty Trấn là quan Trấn thủ, Đốc trấn và Lưu thủ. Đứng đầu ty Thừa là quan Bố chính hoặc Thừa chính sứ. Đứng đầu ty Hiến là quan Án sát. Tại Đàng Trong, thời gian đầu, cơ quan chính quyền địa phương có lẽ vẫn áp dụng quan chế thời Đàng Ngoài. Thời chúa Sãi năm 1614, chúa tổ chức lại quan chế và hành chính, đặt ra ba ty là ty Xá sai, ty Tướng thần và ty Lệnh sử tại Chính dinh Phú Xuân để trông coi mọi việc. Các quan đứng đầu các trấn, dinh thời này là Trấn thủ, Cai bạ và Ký lục. Chức Cai bạ tại Đàng Trong là chức tương đương chức Bố chính sứ hoặc Thừa chính sứ tại Đàng Ngoài.
Thời nhà Nguyễn, triều đình không dùng chức Bố chính sứ và Thừa chính sứ như ở Đàng Ngoài mà tiếp tục dùng chức Cai bạ tại các trấn, dinh, thành. Sang năm Minh Mạng thứ (1827), đổi làm chức Hiệp trấn.  Năm Minh Mạng thứ 12 (1831), đổi làm chức Bố chính sứ.

## Các vị quan Bố chính Việt nam nổi tiếng
Một vị quan Bố chính triều Nguyễn được nhắc nhiều đến trong sử sách là Bố chính Gia Định Bạch Xuân Nguyên, người đã góp phần thúc đẩy cuộc binh biến thành Phiên An tại Gia Định. Một vị quan Bố chính khác là Đồng Sĩ Vịnh, Bố chính Nam Định, vị chủ khảo trường thi Hà Nam khoa Đinh Dậu 1897, là vị quan đã chấm cho thí sinh Trần Tế Xương đậu tú tài đội bảng. Còn trong trận thất thủ thành Hà Nội năm 1882, Bố chính Nguyễn Văn Tuyển lại được biết đến là một trong các vị quan ăn thề với quan Tổng đốc Hoàng Diệu giữ thành Hà Nội, nhưng đã bỏ thành, cùng với nhiều vị quan khác, trốn chạy trước sức tấn công của quân Pháp.